# Waldecki Emma holland királyné
Emma holland királyné (Arolsen, 1858. augusztus 2. – Hága, 1934. március 20.), teljes neve hollandul: Adelheid Emma Wilhelmina Theresia, prinses van Oranje-Nassau, prinses van Waldeck-Pyrmont, III. Vilmos második felesége, házassága révén Hollandia királynéja és Luxemburg nagyhercegnéje, Hollandia régensnője.

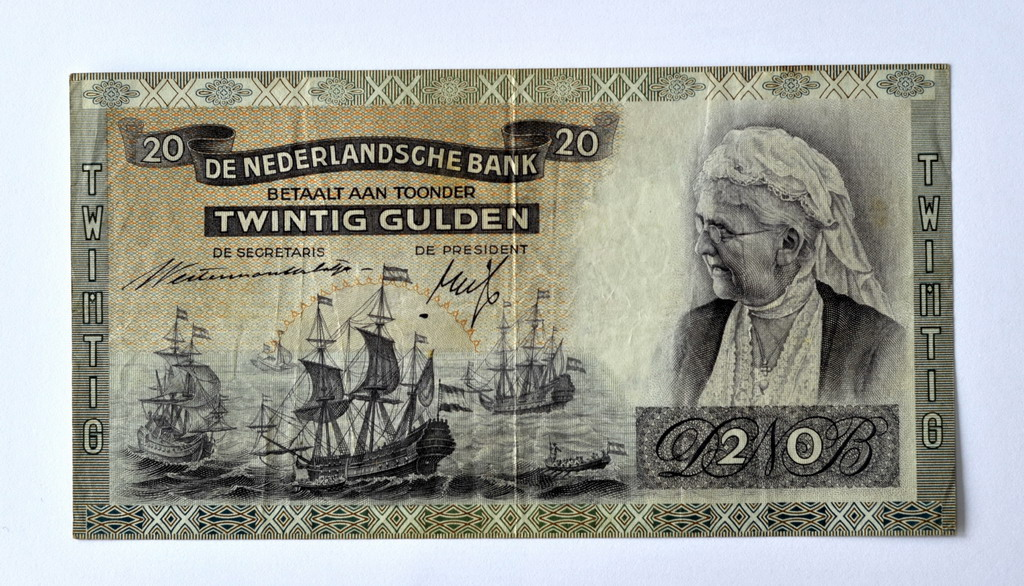
1938-as kibocsátású holland 20 guldenes bankjegy Emma királyné portréjával.

## Élete
Emma hercegnő 1858-ban született I. György Viktor waldeck–pyrmonti herceg és Ilona nassaui hercegnő negyedik leányaként.
Néhány nappal a férje halála előtt Hollandia régensnője lett.

## Fordítás
- Ez a szócikk részben vagy egészben  az   Emma zu Waldeck und Pyrmont című német Wikipédia-szócikk fordításán alapul.  Az eredeti cikk szerkesztőit annak laptörténete sorolja fel. Ez a jelzés csupán a megfogalmazás eredetét és a szerzői jogokat jelzi, nem szolgál a cikkben szereplő információk forrásmegjelöléseként.

| Waldeck–Pyrmonti Emma Waldeck–Pyrmont-ház Született: 1858. augusztus 2. Elhunyt: 1934. március 20. |                                                               |                                          |
| |                                                               |                                          |
| Előző Württembergi Zsófia                                                                          | Hollandia királynéja 1879. január 7. – 1890. november 23.     | Következő Mecklenburgi– Schwerini Henrik |
| Előző Württembergi Zsófia                                                                          | Luxemburg nagyhercegnéje 1879. január 7. – 1890. november 23. | Következő Anhalt–Dessaui Adelheid Mária  |